# روكان التكريتي
روكان عبد الغفور رزوقي سليمان المجيد التكريتي (مواليد 1956 في تكريت - وفيات 2003) كان رئيس مكتب شؤون القبائل في العراق تحت حكم صدام حسين وعضو في دائرة صدام الداخلية.
كان رقم 21 في قائمة الولايات المتحدة من العراقيين المطلوبين (سابقا 39) وكان يمثله تسعة البستوني في مجموعة أوراق اللعب لأهم المطلوبين العراقيين.
قتل روكان رزوقي في غارة جوية في عام 2003. تمت إزالته من قائمة مكافآت وزارة الخارجية الأمريكية في عام 2010.

## روابط خارجية
- روكان التكريتي ينفي تعرضه لمحاولة اغتيال 1999/8/19، مقابلة مع قناة الجزيرة الفضائية على يوتيوب